# Ostrówki (Wołyń)
Ostrówki – wyludniona wieś na Ukrainie, w obwodzie wołyńskim, w rejonie kowelskim, do 1945 w Polsce, w województwie wołyńskim, w powiecie lubomelskim, w gminie Huszcza; w czasie rzezi wołyńskiej (1943–1944) we wsi dokonano zbrodni w Ostrówkach (1943).
30 sierpnia 1943 wsie Ostrówki i pobliska Wola Ostrowiecka zostały zaatakowane przez kureń Ukraińskiej Powstańczej Armii (UPA) i miejscowych ukraińskich cywili; polscy mieszkańcy wsi zostali zamordowani, ich mienie zrabowano, a następnie całkowicie zniszczono zabudowania wsi. Od 1992 prowadzone są ekshumacje szczątków ofiar zbrodni; w 2011 na cmentarzu w Ostrówkach wzniesiono pomnik ofiar zbrodni.

## Historia
Wieś została założona prawdopodobnie pod koniec w XVI wieku. Jej pierwsi mieszkańcy, podobnie jak ludność później założonej pobliskiej Woli Ostrowieckiej, pochodzili z Mazowsza i z tego powodu nazywano ich Mazurami. Do XX wieku nie zasymilowali się z rdzenną miejscową ludnością, zachowując odrębność narodową, wyznaniową (katolicyzm) i obyczajową. Śluby zawierano zazwyczaj w obrębie obu wsi, co skutkowało wytworzeniem stanu pokrewieństwa pomiędzy mieszkańcami Ostrówek i Woli Ostrowieckiej. Liczebność niektórych rodów dochodziła do 100 osób, z czego po kilkanaście osób nosiło to samo imię i nazwisko; by poradzić sobie z tą sytuacją posługiwano się przezwiskami i przydomkami.
Przed drugą połową XVII wieku wieś należała do dóbr Jełowickich, następnie kolejno do Olędzkich, Malewczyków, Czaplickich, Bogatków i Strażyców. Do 1939 roku majątek ziemski w Ostrówkach posiadali Konczewscy.
11 stycznia 1765 roku biskup chełmski Walenty Franciszek Wężyk erygował w Ostrówkach parafię rzymskokatolicką; zaś w 1720 roku zbudowano tu drewniany kościół pw. św. Andrzeja Apostoła. Parafia liczyła wówczas 500 wiernych z dwóch miejscowości – Ostrówek i Woli Ostrowieckiej. Pod koniec XVIII wieku ludność parafii Ostrówki zmniejszyła się przypuszczalnie z powodu zarazy.
W 1795 roku Ostrówki wraz z całą ziemią chełmską znalazły się pod zaborem rosyjskim. Mieszkańcy wsi oparli się rusyfikacji i pozostali przy wierze katolickiej. Z powodów ekonomicznych w latach 1905-1910 do USA i Kanady wyemigrowało około 20 rodzin; niektórzy dobrowolnie wyjechali za chlebem także na Syberię.
Podczas I wojny światowej przez Ostrówki przechodził front rosyjsko-austro-węgierski. W 1915 roku w miejscowości stacjonowały wojska austro-węgierskie i konnica Legionów Polskich.
W 1918 roku wieś znalazła się w granicach II Rzeczypospolitej, w województwie wołyńskim, w powiecie lubomelskim w gminie Huszcza. Podczas wojny polsko-bolszewickiej w 1920 roku grupa mieszkańców pod dowództwem rodziny Kuwałków zwanych Krakowiakami rozbroiła i pojmała rosyjskich wartowników pilnujących taborów w Ostrówkach.
W dwudziestoleciu międzywojennym pomimo biedy i dalszej emigracji zarobkowej (tym razem do Argentyny i Brazylii), wieś rozwinęła się pod względem gospodarczym, organizacyjnym i demograficznym. W Ostrówkach powstała Kasa Stefczyka, koło Straży Pożarnej i Związek Strzelecki. Doprowadzono linię telefoniczną i wybrukowano częściowo drogę; funkcjonowała szkoła podstawowa. Już po wybuchu II wojny światowej Ostrówki liczyły około 100 gospodarstw, w których mieszkało 121 rodzin, tj. 664 osoby.
Po agresji ZSRR na Polskę we wrześniu 1939 roku w obawie przed nową władzą Ostrówki opuścił proboszcz ks. Telesfor Perehuda oraz rodzina dziedziczki Konczewskiej. W pobliżu wsi zginęło 3 polskich oficerów, których już bez udziału duchownego pochowano na tutejszym cmentarzu. W opuszczonym dworze Konczewskich zamieszkało kilkanaście rodzin uciekinierów z Tczewa, z czego część Sowieci deportowali później na wschód. Pozostałym w uniknięciu wywózki pomogło podanie się za folwarcznych fornali. Władza sowiecka z zamiarem zamknięcia kościoła nałożyła na parafię Ostrówki wygórowany podatek, który jednak został zapłacony. Nowy proboszcz ks. Stanisław Dobrzański został mianowany dopiero podczas okupacji niemieckiej 12 sierpnia 1942 roku.
5 lipca 1943 roku w wyniku zasadzki upowców na moście między Ostrówkami a Borową zginął oficer i kilku żołnierzy niemieckich. W odwecie Niemcy omal nie spacyfikowali Ostrówek; odwiódł ich od tego zamiaru były zarządca majątku Konczewskich. Spłonęło tylko jedno gospodarstwo, zginęły dwie mieszkanki wsi.

### Zniszczenie wsi
30 sierpnia 1943 roku mieszkańcy wsi Ostrówki i Wola Ostrowiecka zostali wymordowani przez pododdziały kurenia UPA Iwana Kłymczaka „Łysego”; pododdziałem działającym w Ostrówkach dowodził „Woron”. Upowcom towarzyszyła okoliczna ludność ukraińska, tzw. „czerń”, która dobijała rannych i grabiła mienie. W Ostrówkach śmierć poniosły co najmniej 474 osoby, w tym 145 mężczyzn, 125 kobiet i 204 dzieci. Prawdopodobnie liczba ofiar była nieco wyższa i jest szacowana na około 520 osób. Ks. Stanisławowi Dobrzańskiemu obcięto głowę siekierą, wraz z nim zginęło 80% jego parafian. Uratowały się osoby, które ukrywały się w zabudowaniach, ranne lub udające zabite. Obecnie szacuje się, że w obu miejscowościach zginęło ok. 1050 osób, w większości kobiety i dzieci. Ciała zabitych zostały zakopane przez sprawców i ludność ukraińską na miejscu zbrodni w kilku dołach. Ocalałe osoby przedostawały się po zbrodni do innych nie zniszczonych jeszcze polskich wsi, do Lubomla oraz na lewy brzeg Bugu.
Podczas zbrodni oraz po niej opuszczone zabudowania Ostrówek były sukcesywnie palone i rozbierane przez Ukraińców. 19 września 1943 roku spalono kościół. W okresie powojennym teren po wsi Ostrówki został zamieniony w pola, łąki i pastwiska kołchozowe oraz lasy. Na początku lat 60. dewastacji uległ cmentarz rzymskokatolicki w Ostrówkach. W 1975 roku KGB podjęło próbę rozkopania jednej z mogił.

## Upamiętnienie
3 listopada 1990 roku odbyła się pierwsza pielgrzymka byłych mieszkańców Ostrówek i Woli Ostrowieckiej oraz ich rodzin do miejsc, gdzie leżały obie wsie. Od tego czasu datują się ich starania o uporządkowanie i upamiętnienie miejsca zbrodni oraz ekshumację szczątków ofiar. Pielgrzymki są corocznie kontynuowane.
W wyniku ekshumacji w 1992 roku odkryto w Ostrówkach szczątki co najmniej 80 ofiar masakry. Szczątki te wraz z równocześnie wydobytymi szczątkami ofiar z Woli Ostrowieckiej (łącznie co najmniej 324 osób) uroczyście pochowano 30 sierpnia 1992 roku w zbiorowej mogile na dawnym cmentarzu w Ostrówkach. W uroczystościach pogrzebowych wzięło udział około 2000 gości z wicemarszałek Senatu RP Alicją Grześkowiak na czele.
W latach 2003–2004 oczyszczono z zarośli teren cmentarza w Ostrówkach a historyk Leon Popek sporządził dokumentację zachowanych tam obiektów. W latach następnych cmentarz był sukcesywnie porządkowany i poddawany renowacji. Prace odbywały się siłami rodzin ofiar, miejscowych Ukraińców, polskich i ukraińskich harcerzy, przy wsparciu Rady Ochrony Pamięci Walk i Męczeństwa.
W 2011 roku w wyniku drugiej ekshumacji, na tzw. Trupim Polu, gdzie zabito część ludności Ostrówek, odnaleziono ciała 261 kolejnych ofiar rzezi, w tym około 150 dzieci. Wydobyte szczątki, wraz z równocześnie ekshumowanymi szczątkami ofiar z Woli Ostrowieckiej, 30 sierpnia 2011 roku pochowano uroczyście na cmentarzu w Ostrówkach. Dzień przed pogrzebem doszło do incydentu z udziałem kilkunastu rosłych mężczyzn, z których kilku podawało się za ukraińskich deputowanych, którzy przetrząsali zawartość trumien próbując kwestionować ustaloną przez Polaków liczbę ofiar. Po interwencji archeologów mężczyźni odjechali.
W 2011 roku Rada Ochrony Pamięci Walk i Męczeństwa ufundowała w Ostrówkach pomnik, który miał być odsłonięty przez prezydentów Polski i Ukrainy. Do planowanej uroczystości nie doszło. W kwietniu 2012 roku z pomnika skradziono polskie godło.
W 2015 roku podczas kolejnej tury poszukiwań odnaleziono i ekshumowano szczątki co najmniej 30 ofiar. Od 2019 r. Instytut Pamięci Narodowej wnioskuje do strony ukraińskiej o wydanie zgody na przeprowadzenie kolejnych prac poszukiwawczych.
Do 2020 w rejonie lubomelskim.

## Literatura
- Władysław Filar, Wołyń 1939-1944, Toruń 2003.
- Roman Mądro, Badania masowych grobów ludności polskiej zamordowanej przez nacjonalistów ukraińskich w roku 1943 w powiecie lubomelskim. Część II - Przebieg i wyniki ekshumacji w Ostrówkach, (w:) Archiwum Medycyny Sądowej i Kryminologii, tom 43, nr 1, Kraków 1993, s. 64-78;
- Leon Popek: Ostrówki. Wołyńskie ludobójstwo. Warszawa: Oficyna Wydawnicza RYTM, 2011. ISBN 978-83-7399-469-0. Brak numerów stron w książce
- Grzegorz Rąkowski: Wołyń Przewodnik krajoznawczo-historyczny po Ukrainie Zachodniej. Pruszków: Oficyna Wydawnicza „Rewasz”, 2005. ISBN 83-89188-32-5. Brak numerów stron w książce
- Wołyński testament, (oprac.) Leon Popek, Tomasz Trusiuk, Paweł Wira, Zenon Wira, Lublin 1997, Towarzystwo Przyjaciół Krzemieńca i Ziemi Wołyńsko-Podolskiej, ISBN 83-908042-1-2;